# Коновалов, Андрей Алексеевич
Андре́й Алексе́евич Конова́лов (род. 17 июля 1961 года, город Новокуйбышевск) — российский политик, глава города Новокуйбышевск (2012—2016 гг.).

## Биография
Андрей Алексеевич Коновалов родился 17 июля 1961 года в городе Новокуйбышевске.
- Здесь же окончил школу № 1.
- 1985 год — окончил Куйбышевский политехнический институт;
  - специальность: «Машины и аппараты химических производств».
  - В том же году стал работать на Новокуйбышевском нефтеперерабатывающем заводе "ПО «Куйбышевнефтеоргсинтез» мастером технологической установки АВТ-9 цеха № 29.
- До 1998 года проработал на заводе, где прошёл должности от механика до начальника ремонтного производства и главного механика ОАО «Новокуйбышевский нефтеперерабатывающий завод».
- 1986 год — защитил диссертацию на соискание ученой степени кандидата технических наук.
- 1998—1999 годы — генеральный директор ООО «Самаранефтехимремсервис»;
  - тогда же: главный механик ОАО «Новокуйбышевский нефтеперерабатывающий завод».
- 1999—2000 годы — первый заместитель главы города Новокуйбышевска по экономике и финансам.
- 2000—2009 годы — генеральный директор ОАО «Новокуйбышевский нефтеперерабатывающий завод».
- 2009—2012 годы — руководитель управления по технологическому и экологическому надзору Ростехнадзора по Самарской области;
  - тогда же: исполнительный директор ООО УК «Росводоканал»;
  - тогда же: советник старшего исполнительного Вице-президента ООО «Сибур».
- 2012—2016 гг. — глава городского округа Новокуйбышевск.
- 2016—2021 годы — по итогам выборной кампании, стал депутатом Самарской Губернской Думы VI созыва.
- 2022 год — назначен помощником главы городского округа Новокуйбышевск

## Личная жизнь
Женат.

## Награды
- 2002 — награждён Губернской премией в области науки и техники;
- 2004 — Медаль имени Петра Великого «За трудовую доблесть»;
- 2005 — Юбилейная медаль «100 лет профсоюзам России»;
- 2005 — Орден «Почетный знак Петра Великого»;
- 2006 — Нагрудный знак «За заслуги перед городом Новокуйбышевск»;
- 2006 — Медаль «За содружество во имя спасения» Министерства РФ по делам гражданской обороны, чрезвычайным ситуациям;
- 2007 — Почётная грамота Самарской Губернской Думы;
- 2007 — Почётная грамота Федерации Независимых Профсоюзов России;
- 2009 — Почётный знак Самарской Губернской Думы «За заслуги в законотворчестве»;
- 2009 — Медаль «90 лет ВЧК-КГБ-ФСБ».